# Venus från Engen
Venus från Engen är en venusfigurin från omkring 14 000 år före Kristus, som upptäckts i en grotta i Peterfels utanför Engen i Baden-Würtemberg i Tyskland.
Venus från Engen är snidad i beckkol och liknar Venus från Monruz, som återfunnits 130 kilometer från Engen.
Venusfigurinen finns på Städtische Museum + Galerie i Engen